# 拉斯雷格拉斯
拉斯雷格拉斯，是西班牙阿斯图里亚斯的一个市镇。总面积66平方公里，总人口2145人（2001年），人口密度33人/平方公里。